# Jani Kauppila
Jani Kauppila (Oulu, 16 de janeiro de 1980) é um futebolista finlandês que já atuou no FinnPa, HJK, RoPS, Hereford United, HJK, Brann, Trelleborg, HJK, FC Lahti, e na Seleção Finlandesa de Futebol.